# Condado de Spokane
El condado de Spokane es uno de los 39 condados del estado estadounidense de Washington. El condado posee una área de 4,612 km², una población de 451,200 habitantes, y una densidad de población de 98 hab/km² (2007 est.).

## Condados adyacentes
- Condado de Pend Oreille (Washington) - norte
- Condado de Bonner (Idaho) - nordeste
- Condado de Kootenai (Idaho) - este
- Condado de Benewah (Idaho) - sudeste
- Condado de Whitman (Washington) - sur
- Condado de Lincoln (Washington) - oeste
- Condado de Stevens (Washington) - noroeste

## Localidades

### Ciudades
Airway Heights |
Cheney |
Deer Park |
Liberty Lake |
Medical Lake |
Spokane |
Spokane Valley 

### Pueblos
Fairfield |
Latah |
Millwood |
Rockford |
Spangle |
Waverly 

### Lugares designados por el censo
Country Homes |
Dishman |
Fairchild AFB |
Fairwood |
Green Acres |
Opportunity |
Otis Orchards-East Farms |
Town and Country |
Trentwood |
Veradale 

### Áreas no incorporadas
Amber |
Chattaroy |
Colbert |
Elk |
Four Lakes |
Green Bluff |
Marshall |
Mead |
Mica |
Milan |
Newman Lake |
Nine Mile Falls |
Valleyford 